# Blattaria
« Cafard » redirige ici. Pour l’article homophone, voir Caffart.
Cet article concerne l'insecte. Pour les autres significations, voir Cafard (homonymie), Cancrelat (homonymie) et BLAT.
Sous-ordre
Les Blattaria, communément appelés coquerelles, ravets, cafards, blattes ou encore cancrelats, sont un sous-ordre d'insectes de l'ordre des Blattodea, dont font également partie les termites.
La classification de ces groupes est encore sujette à différentes hypothèses. L'une d'entre elles voudrait qu'ils soient inclus avec les mantes dans l'ordre des Dictyoptera. D'autres voudraient les séparer complètement, les blattes faisant partie de l'ordre des Blattodea et les termites de l'ordre des Isoptera. Cependant, les dernières recherches sur la génétique de ces groupes suggèrent qu'ils ont évolué d'un ancêtre commun et qu'ils sont ainsi fortement liés.
Le cafard est aussi appelé coquerelle au Canada et ravet aux Antilles. Ces insectes sont considérés comme « nuisibles » à cause des mœurs de certaines de leurs espèces. Au total, moins de 1 % des espèces connues de blattes interagissent avec l'être humain et peuvent être réellement considérées comme des indésirables. Près de 25 à 30 espèces peuvent être problématiques et de ce nombre, la moitié cause des problèmes occasionnels.
Les espèces dites « nuisibles » sont synanthropes et on les retrouve principalement dans les cuisines, où elles se nourrissent des déchets des humains.
Les quelque 6 000 espèces réparties à travers le monde varient en forme, en couleur et en taille. Leur apparition sur Terre date de près de 355 millions d'années.

## Systématique
L'ordre des Blattodea a été décrit par l'entomologiste français Pierre André Latreille en 1810.

### Classification
Philippe Grandcolas a classé les Blattoptères (version mise à jour en 2006)
- Sous-ordre Blattina
  - Infra-ordre Blattinina
    - Super-famille Blaberoidea
      - Famille : Blaberidae

    - Super-famille Blattelloidea
      - Famille : Anaplectidae
      - Famille : Blattellidae
      - Famille : Nocticolidae

    - Super-famille Blattoidea
      - Famille : Blattidae

  - Infra-ordre Polyphaginina
    - Super-famille Polyphagoidea
      - Famille : Polyphagidae

    - Super-famille Cryptocercoidea
      - Famille : Cryptocercidae

  - Infra-ordre Protophasminina (éteints)
  - Infra-ordre Parablattinina (éteints)
- Sous-ordre Notopterina (éteints)
- Sous-ordre Mylacroblattina (éteints)
- Sous-ordre Protoblattina (éteints)

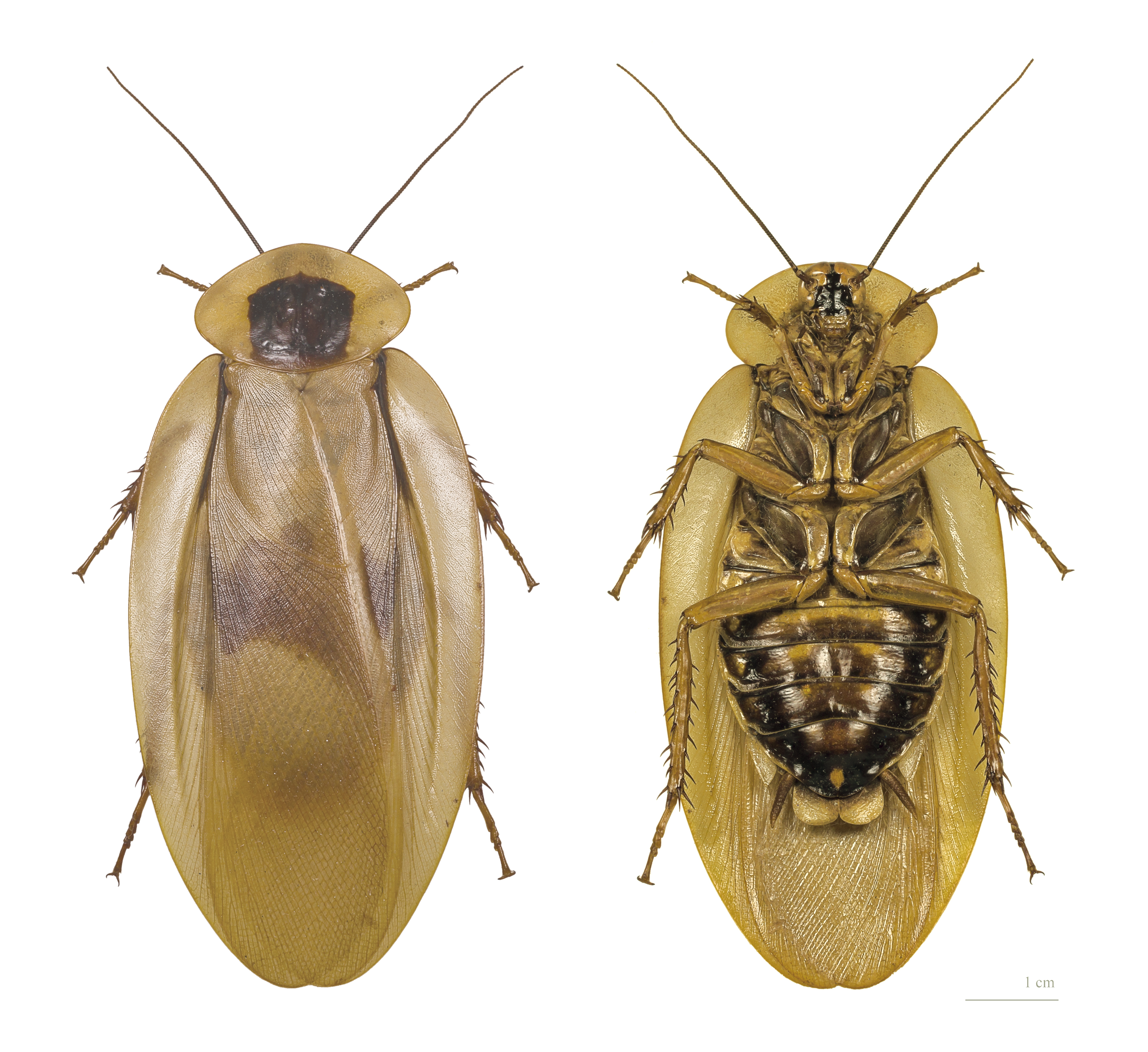
Blaberus giganteus (Blaberidae)
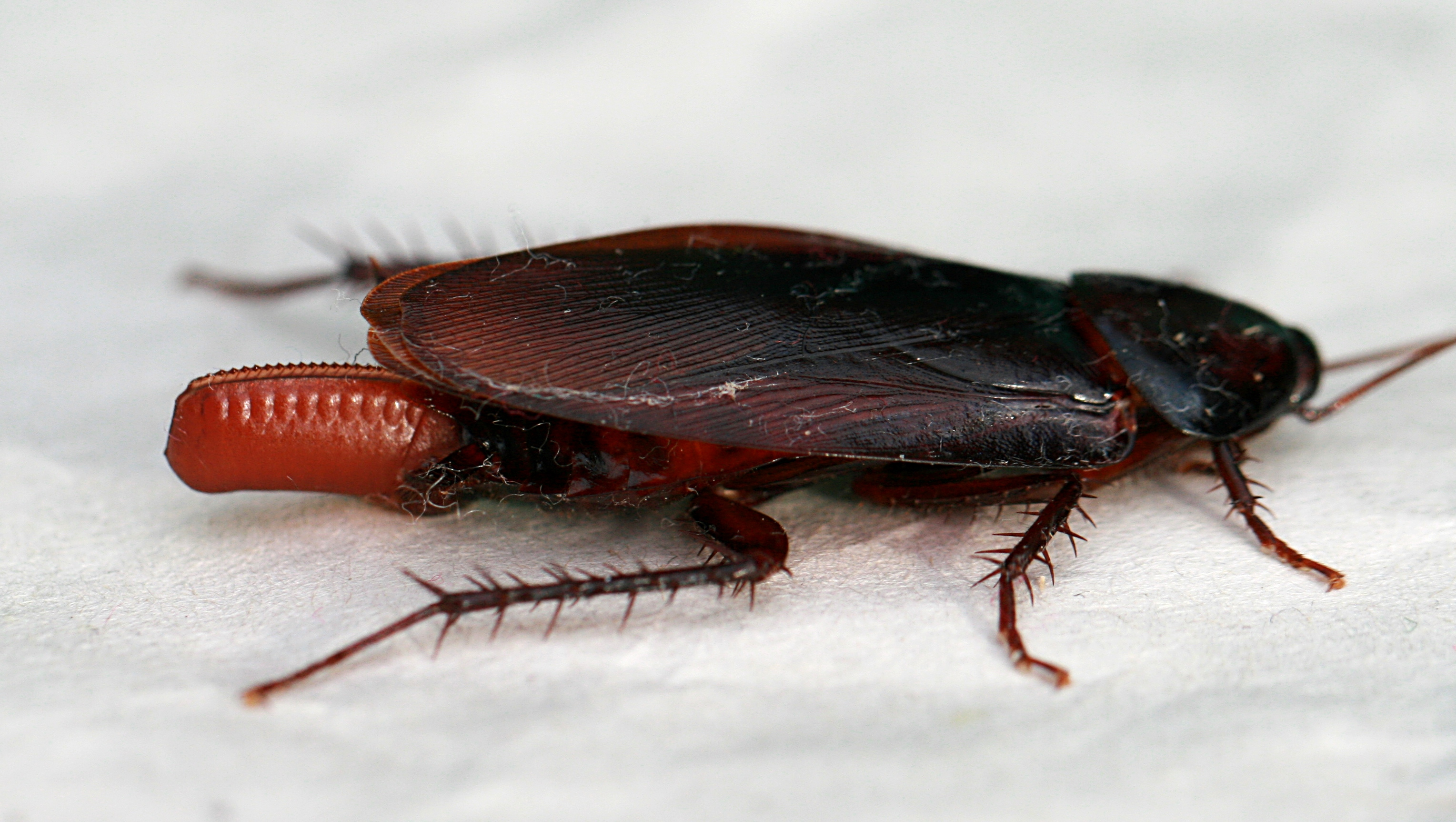
Periplaneta fuliginosa (Blattidae, avec sac ovigère)
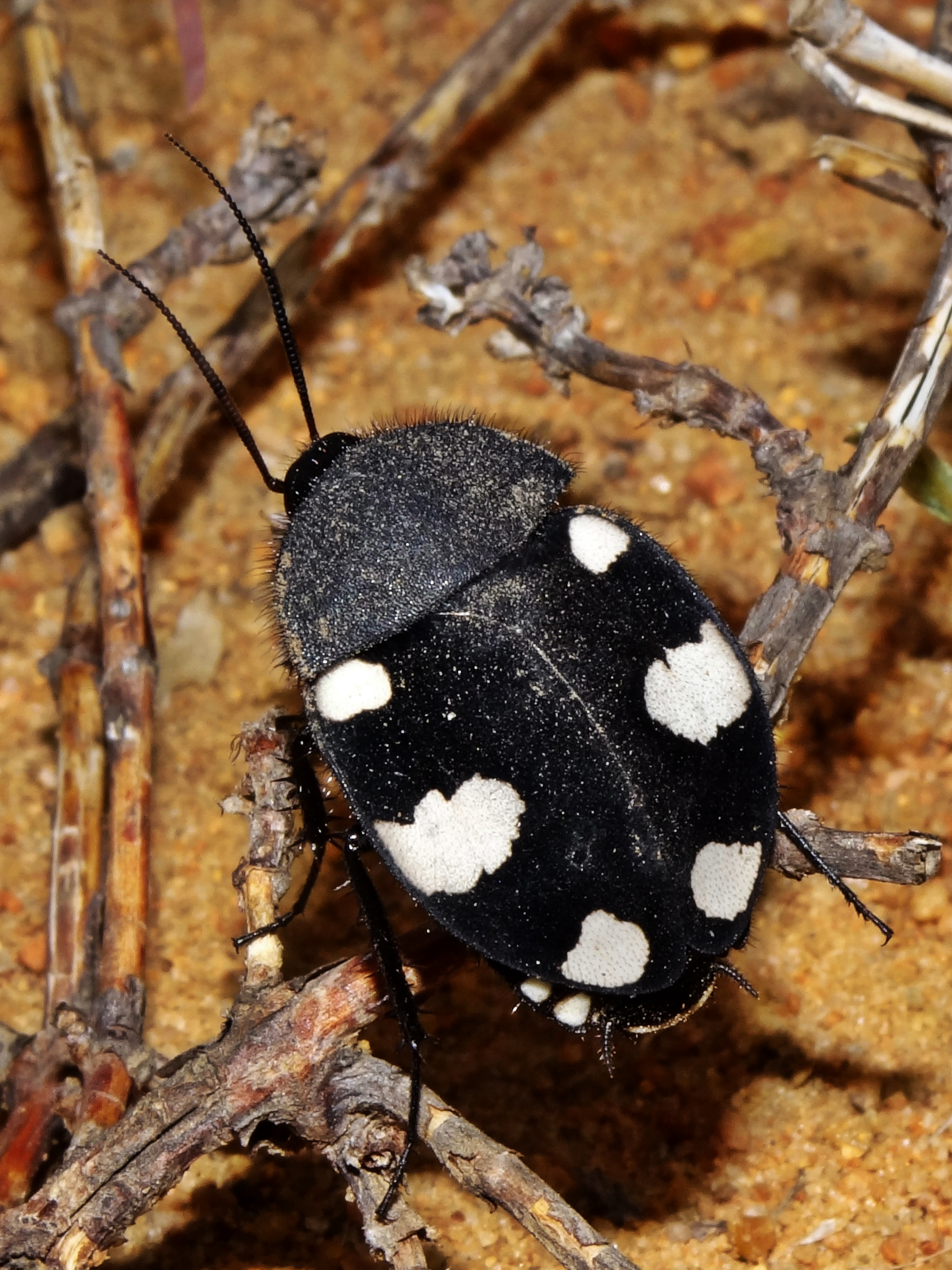
Therea petiveriana (Corydiidae)
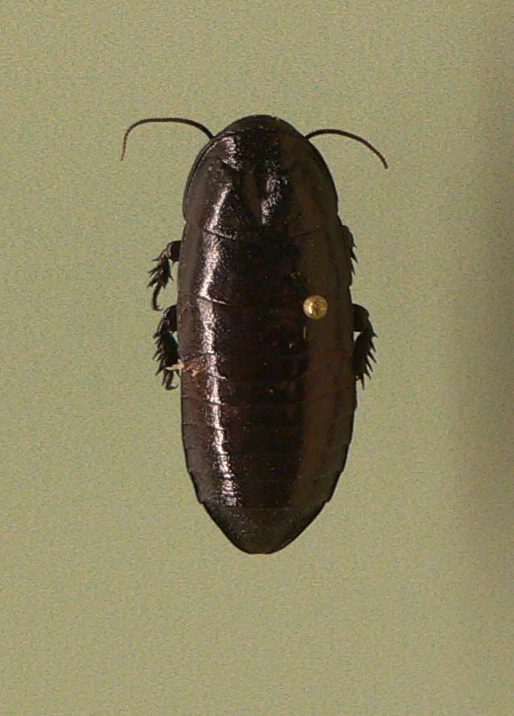
Cryptocercus garciai (Cryptocercidae)
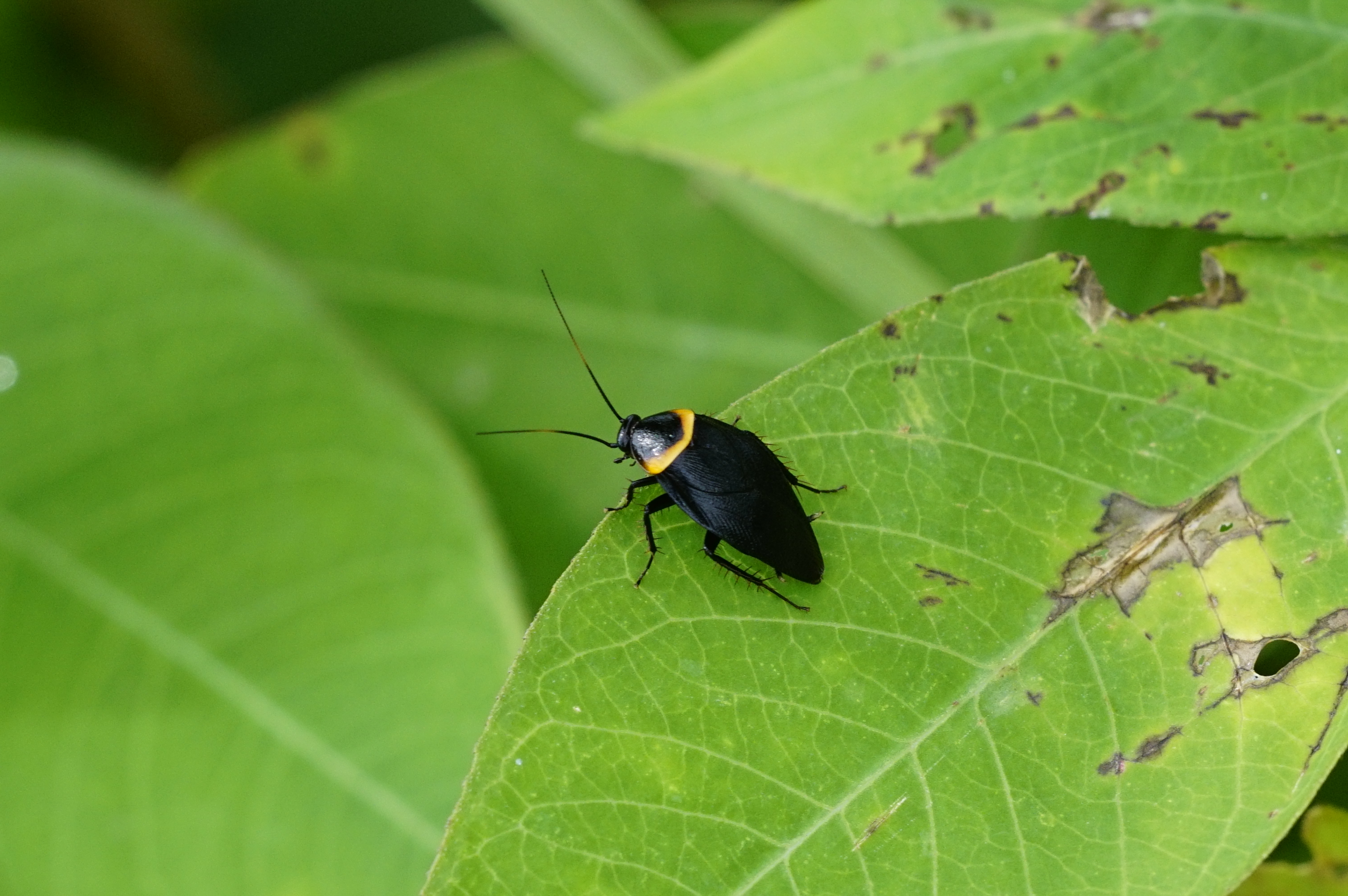
Hemithyrsocera palliata (Ectobiidae)
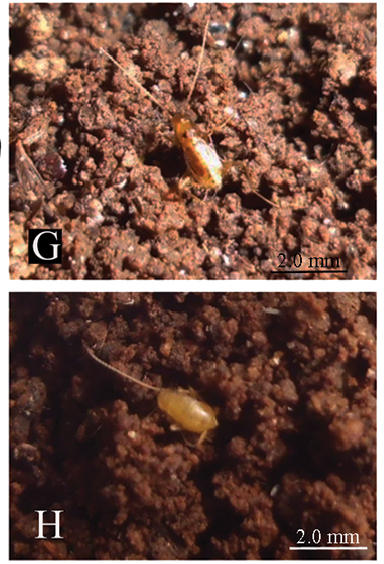
Nocticola gonzalezi (Nocticolidae)
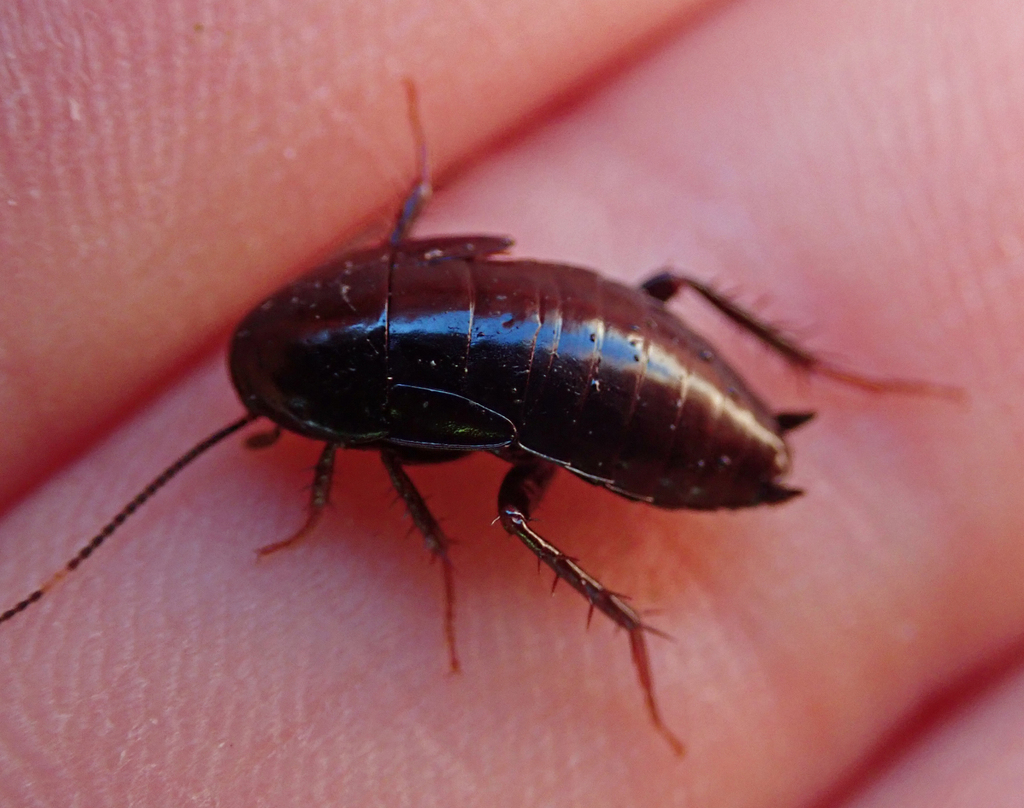
Tryonicus parvus (Tryonicidae)

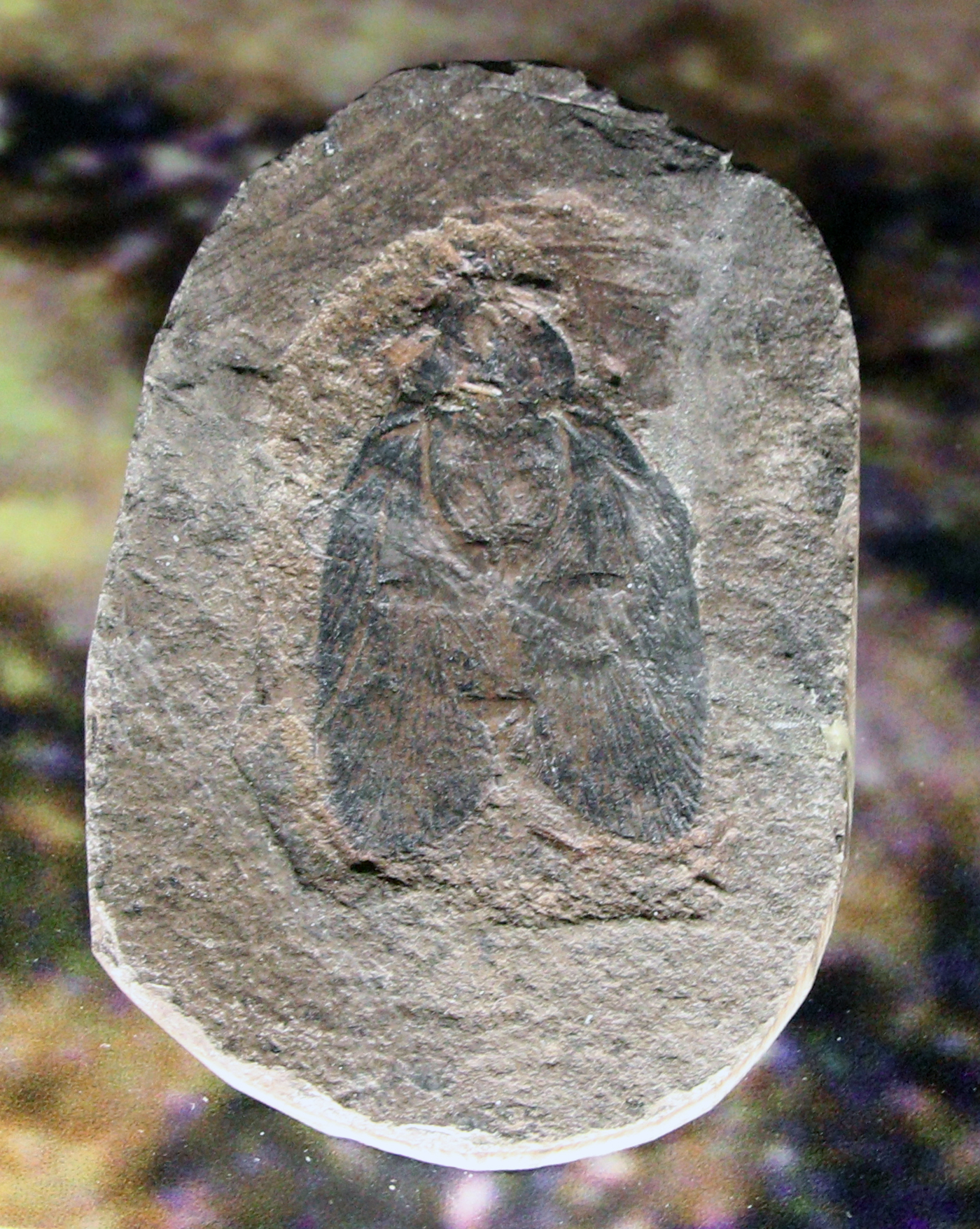
Etoblattina sp. (Archimylacridae)
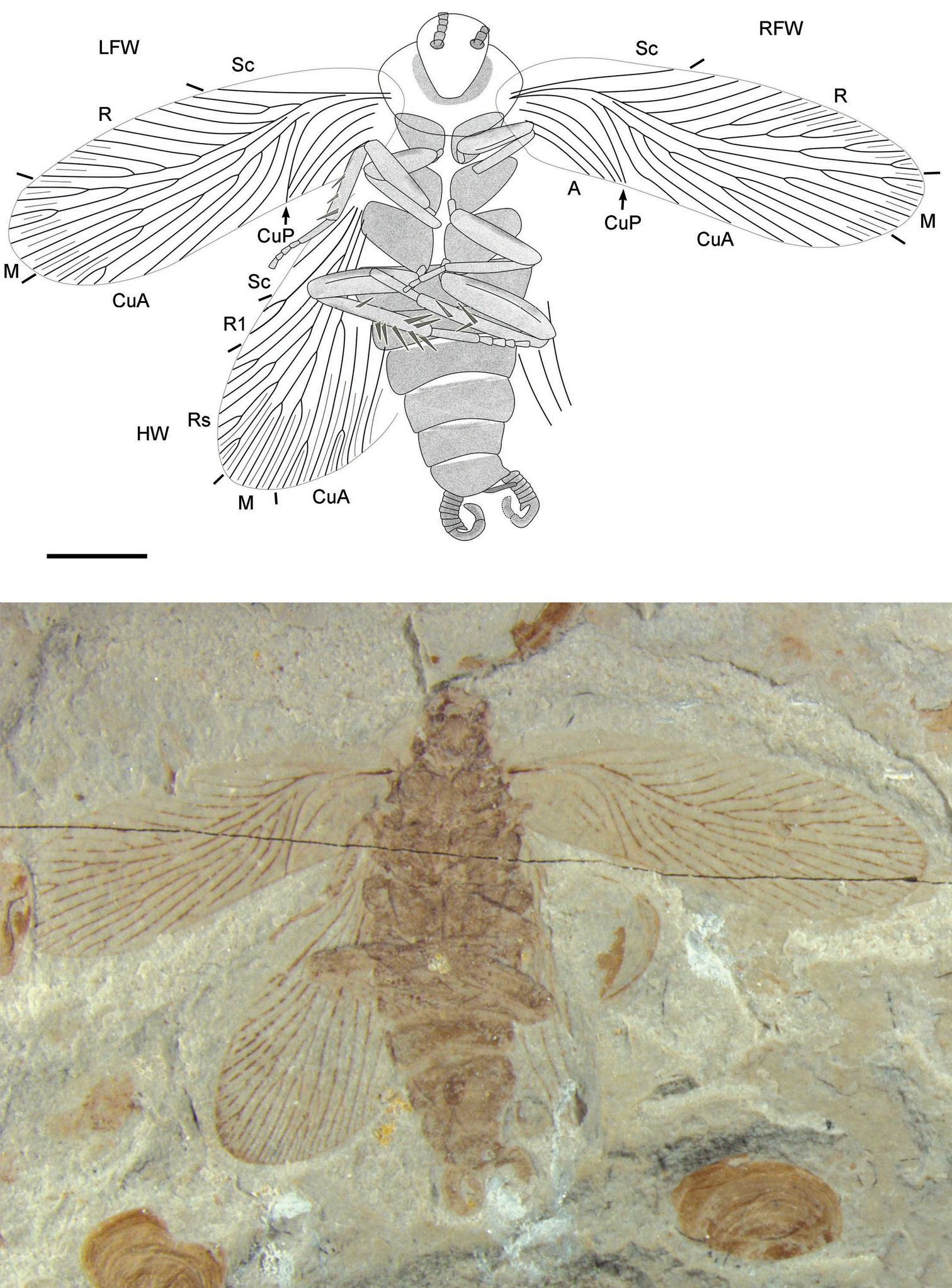
Parvifuzia peregrina (Fuziidae)
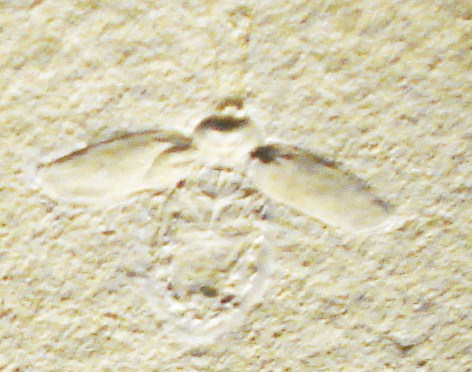
Lithoblatta lithophila (Mesoblattinidae)

## Description
Les blattes sont généralement des insectes assez grands. Leur taille peut varier de quelques millimètres à près de 100 mm chez les grosses espèces. Par exemple, l'espèce de la blatte rhinocéros (Macropanesthia rhinoceros) d'Australie ou la blatte de Madagascar (Gromphadorhina portentosa) de Madagascar peuvent atteindre jusqu'à neuf cm de long et être utilisées comme animal de compagnie.
La tête porte de longues et fines antennes formées d'un grand nombre d'articles. Les blattes ont de grands yeux composés. Les pièces buccales sont de type broyeur et elles se retrouvent à l'avant de la tête.
Le thorax est recouvert à l'avant par le pronotum. La majorité des espèces possèdent deux paires d'ailes et certaines espèces sont capables de s'envoler très rapidement. On retrouve aussi des espèces qui n'ont pas d'ailes ou encore des ailes de taille réduite. Chez les espèces ailées, les ailes antérieures, appelées tégmines, sont opaques et coriaces. Elles protègent les ailes postérieures. Ces dernières sont plus délicates et transparentes.
Leur corps a une forme ovale, aplatie dorso-ventralement. L'abdomen possède dix segments et à son extrémité, on retrouve les cerques, deux appendices sensoriels. La plupart des blattes sont de couleur brune ou noire cependant certaines présentent des couleurs vives et des motifs.

## Évolution et liens évolutifs
Si le terme Blattodea regroupe pour certains les deux sous-ordres, termites et blattes, les termites sont maintenant plutôt séparés de l'ordre des Blattodea dans un ordre distinct : les Isoptera. Les dernières recherches sur la génétique de ces groupes suggèrent malgré tout qu'ils ont évolué à partir d'un ancêtre commun,, : termites, cafards et mantes sont étroitement liés et sont maintenant classés dans un super-ordre appelé Dictyoptera.
Les plus anciens fossiles de ce groupe proviennent de la période du carbonifère, il y a près de 355 millions d'années. Cet insecte est donc plus vieux que l'homme et a survécu à l'extinction des dinosaures !
Ces fossiles anciens diffèrent des cafards modernes par la présence d'un long ovipositeur externe. Les premiers fossiles de cafard moderne avec un ovipositeur interne sont apparus au début du crétacé, il y a 250 millions d'années[Information douteuse]. Il semblerait également que les blattes à cette époque évoluaient dans un environnement lumineux, au contraire des cafards aujourd'hui, qui privilégient des déplacements la nuit.
Historiquement, le nom Blattaria a largement été utilisé comme synonyme du nom Blattodea, cependant il s'agirait d'une appellation qui regrouperait seulement les "vraies" blattes.

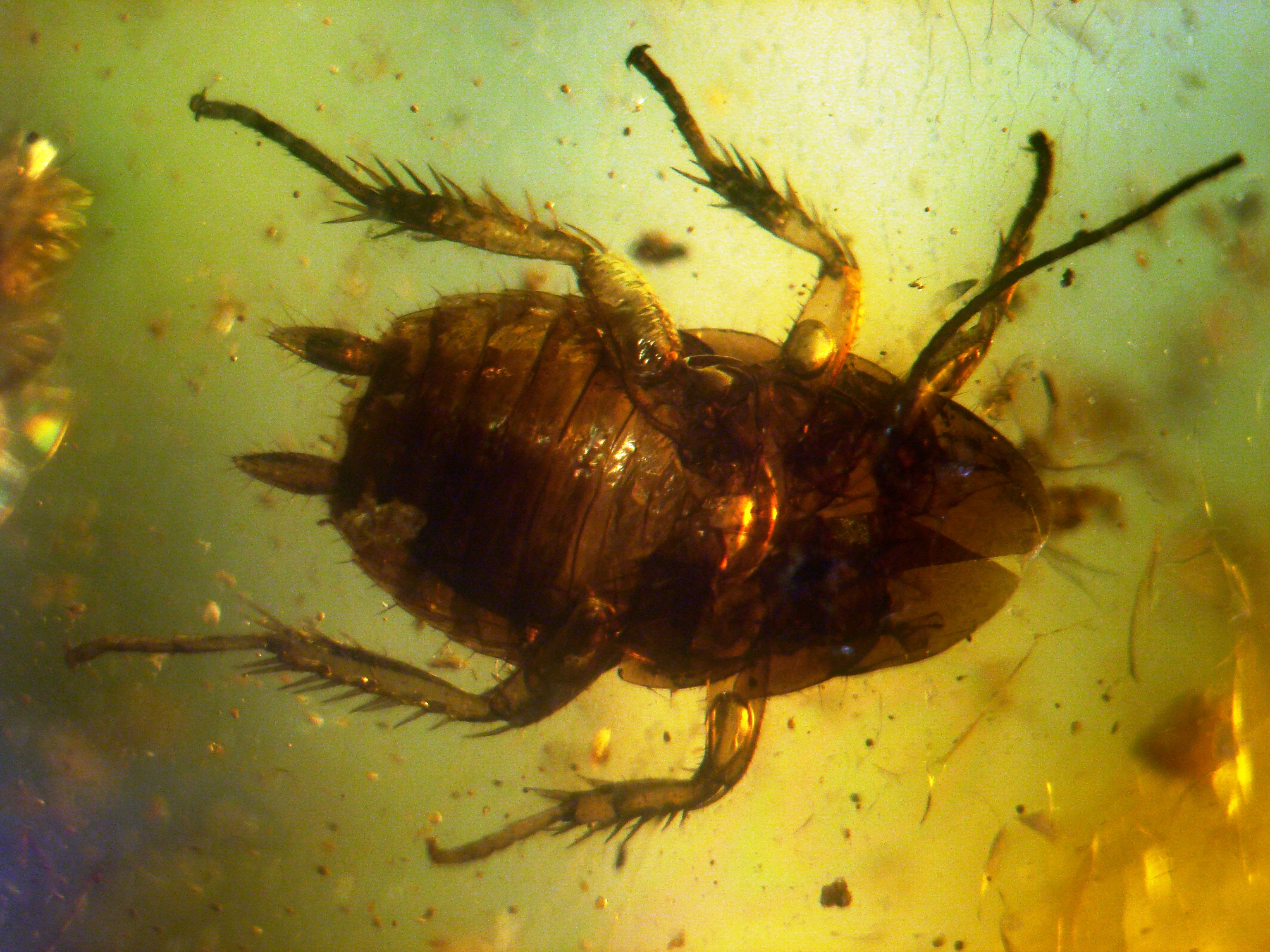
Blatte fossilisée dans de l'ambre - autour de 40 Ma
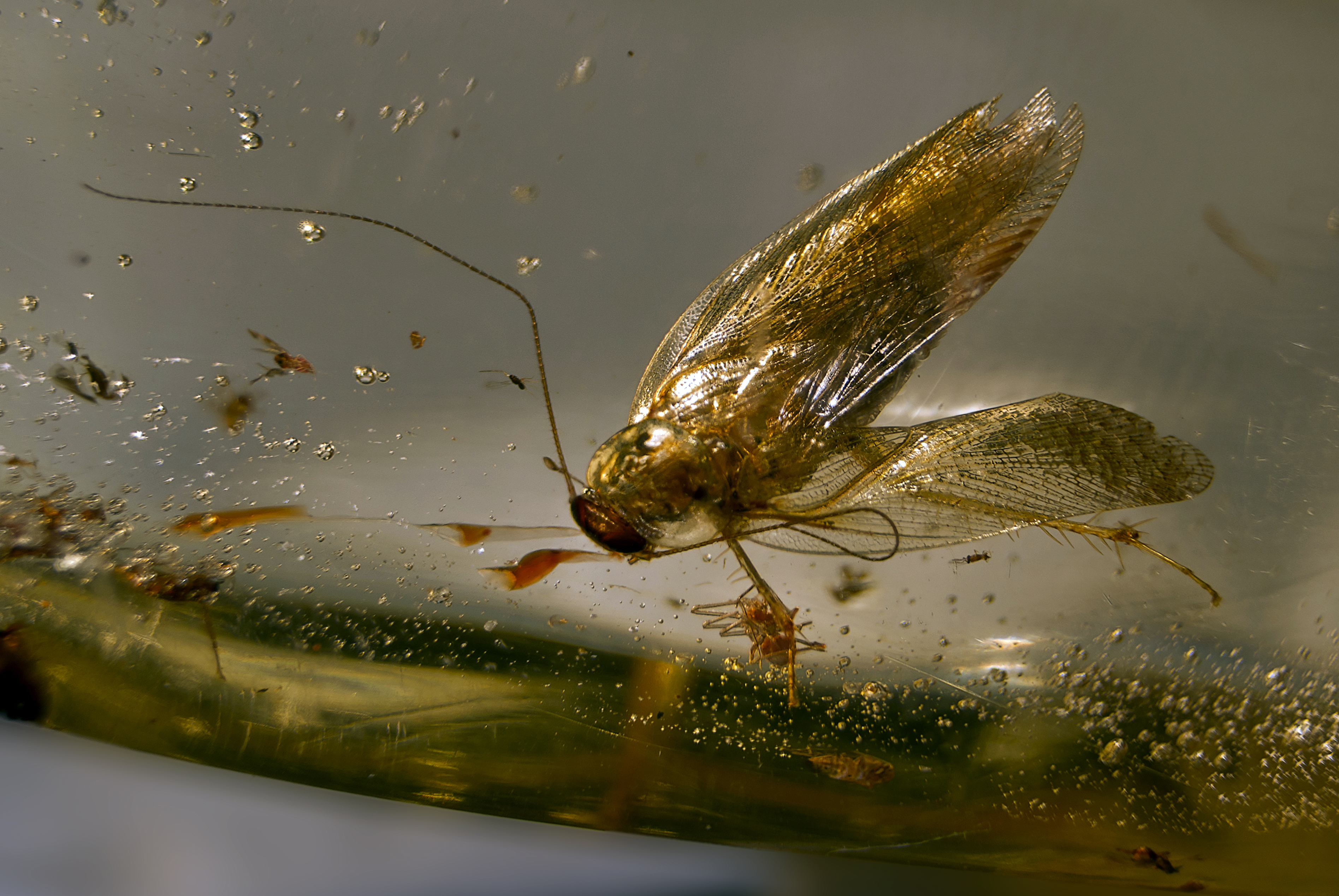
Blatte fossilisée dans du copal - autour de 100 000 ans

## Reproduction et développement

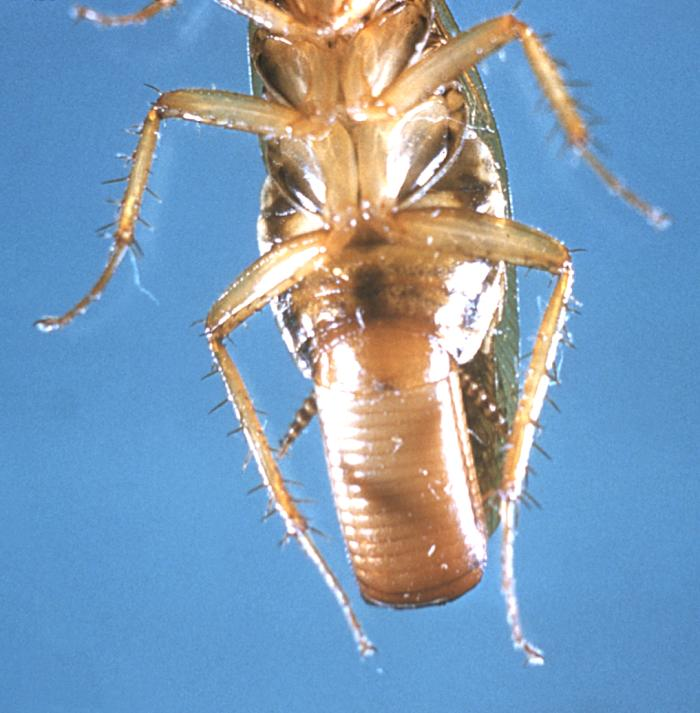
Oothèque de blatte

Les membres de cet ordre ont un développement hémimétabole qui se déroule en trois étapes principales : l'œuf, la nymphe et l'adulte. La nymphe est relativement similaire à l'adulte. Elle est cependant plus petite, ses ailes ne sont pas développées et ses organes sexuels ne sont pas encore à maturité. Dans certains cas, elle a une coloration différente des adultes. Au cours de sa croissance, elle ressemble de plus en plus à l'adulte et c'est à sa dernière mue, que les ailes finissent par se déployer complètement (chez les espèces à longues ailes).
Pendant la période de reproduction, les cafards femelles émettent des phéromones pour attirer les mâles. Chez certaines espèces, les mâles pratiquent une parade nuptiale qui se compose d’une série de mouvements des appendices et par la création de son par stridulation. À l'accouplement, le mâle et la femelle sont en position inversée, leurs pièces génitales étant en contact direct. Certaines espèces sont connues pour pratiquer la reproduction par parthénogenèse.

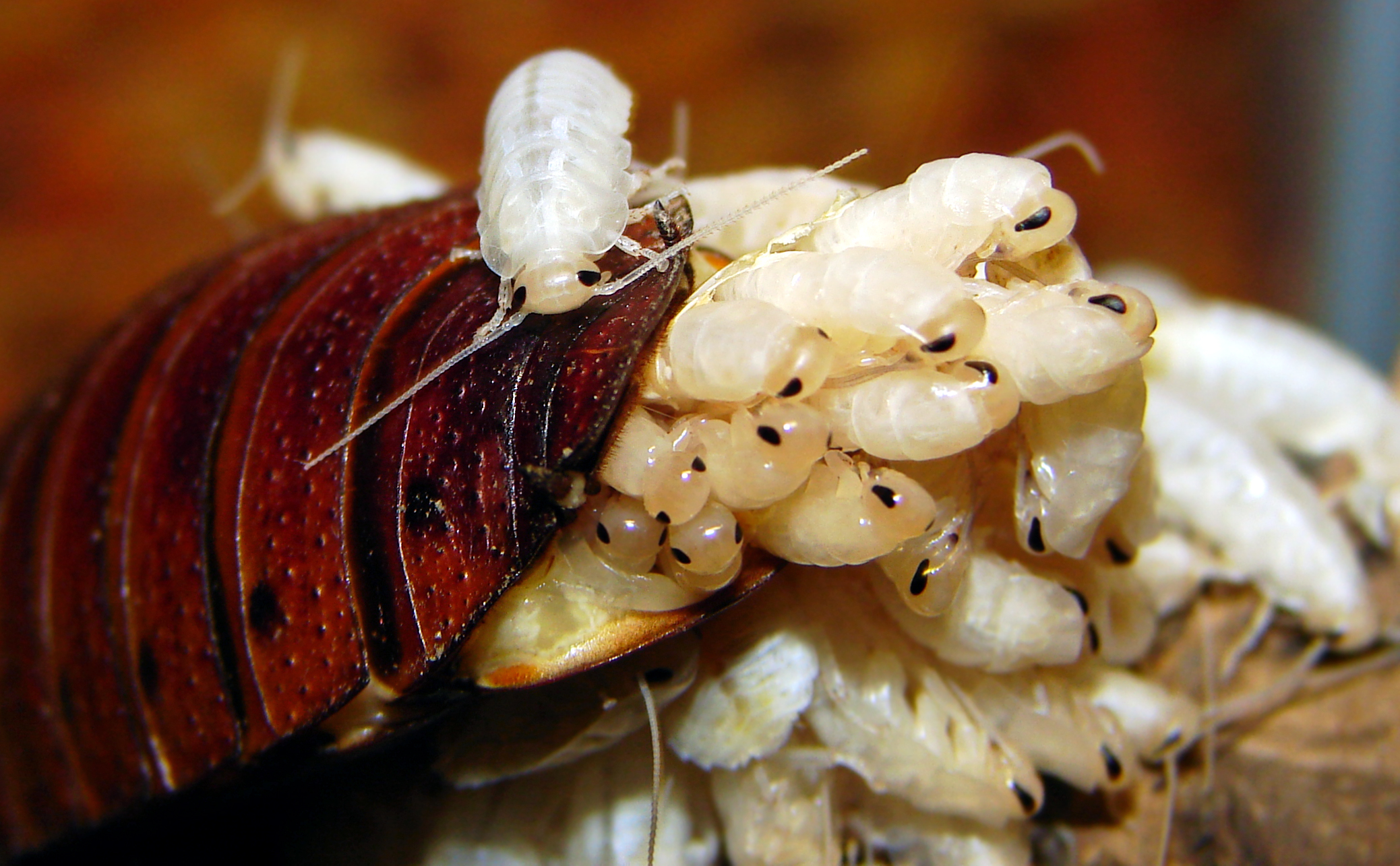
Certaines espèces de blattes, comme Gromphadorhina portensa, sont ovovivipares

Selon les espèces, la femelle peut pondre une oothèque pouvant contenir en moyenne entre 12 et 25 œufs. Chez la blatte germanique (Blattella germanica) , la femelle peut pondre entre 3 et 6 oothèques et chacune d'elles peut contenir jusqu'à 50 œufs. L'incubation est variable selon l'espèce et les conditions environnementales. Chez certaines espèces, la femelle dépose l'oothèque directement sur le substrat ou le cache à l'intérieur d'une crevasse. D'autres le portent sous leur abdomen à l'aide de leurs pattes jusqu'à l'éclosion des œufs. On trouve également des espèces qui pratiquent l'ovoviviparité. Ces blattes incubent l'oothèque à l'intérieur de leur abdomen jusqu'à l'émergence des petits. Chez Blattodea, le genre Diploptera est le seul connu à pratiquer la viviparité.
Les nymphes sont d'abord de coloration blanchâtre et translucide à l'émergence. Après quelques heures, elles deviennent plus foncées. La durée du développement est variable d'une espèce à l'autre et dépend des conditions environnementales. Elle est généralement lente et peut prendre quelques mois à plus d'un an. En laboratoire, les adultes de certaines espèces ont survécu pendant près de quatre ans.

## Comportements

### Répartition et habitats

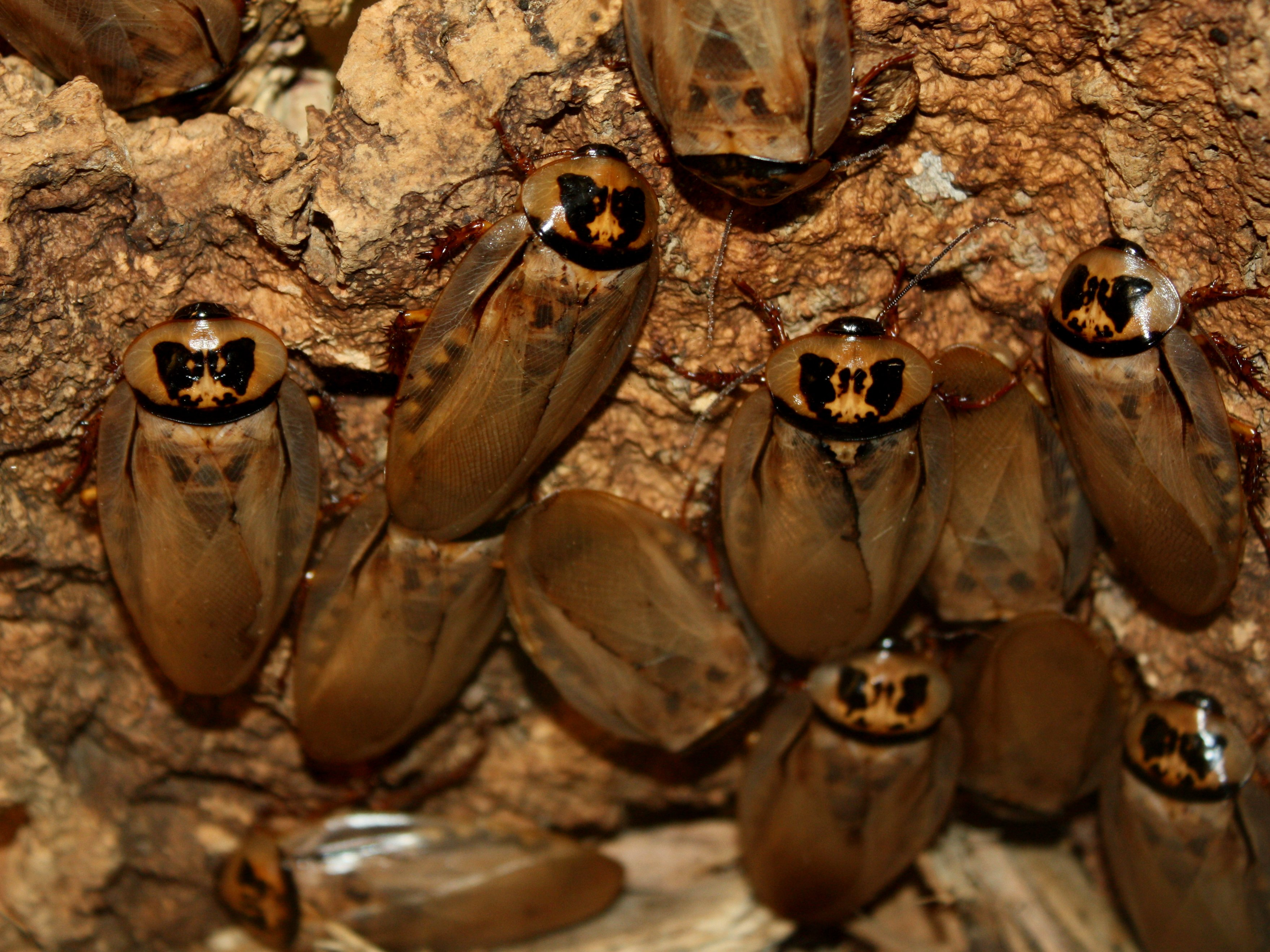
Groupe dEublaberus distanti dans une grotte

Les blattes peuplent presque tous les habitats terrestres et elles sont largement distribuées à travers le monde. Elles sont plus abondantes dans les régions tropicales et subtropicales. On peut retrouver des spécimens de Blattodea directement sur le substrat, sous les pierres ou les débris organiques, sous les écorces des arbres, dans les hautes herbes, dans la canopée, dans les grottes, à l'intérieur de fourmilière et dans bien d'autres habitats. Les espèces tropicales sont adaptées aux fortes chaleurs et à l'humidité de la jungle.
Les espèces nuisibles sont capables de s'adapter à une multitude d'habitats mais préfèrent la chaleur qu'elles trouvent dans les habitations.

### Alimentation
Les blattes sont généralement omnivores cependant on retrouve des espèces strictement xylophages, comme le genre Cryptocercus. Les espèces xylophages ne sont pas capables de digérer le bois en raison des toxines présentes dans celui-ci. Ils utilisent donc des relations symbiotiques avec divers protozoaires et avec des bactéries pour extraire les éléments nutritifs.
Les cafards sont des insectes charognards, ils mangent presque tout : miettes, cheveux, morceaux d'ongles, gouttes de graisse, vêtements sales, poils d'animaux et insectes morts (y compris les cafards morts):24.

### Sons
Pour séduire le sexe opposé, certaines espèces de cafards produisent des vibrations et des sons. Par exemple, des espèces tropicales australiennes ont été observées à produire des sons par la sortie d'air des stigmates. En outre, en présence d'un partenaire potentiel, l'insecte appuie son abdomen sur le substrat et le bouge de manière rythmée et répétitive. Une hypothèse voudrait que les espèces qui se perchent soient plus amenées à communiquer par des sons que les espèces qui habitent sur le substrat ou encore le bas de la végétation. Certaines espèces comme Simandoa Conserfariam et les espèces de blattes de Madagascar peuvent produire respectivement des stridulations et des soufflements lorsqu'elles sont menacées, ces bruits visant à perturber les potentiels prédateurs.

### Espèces nuisibles

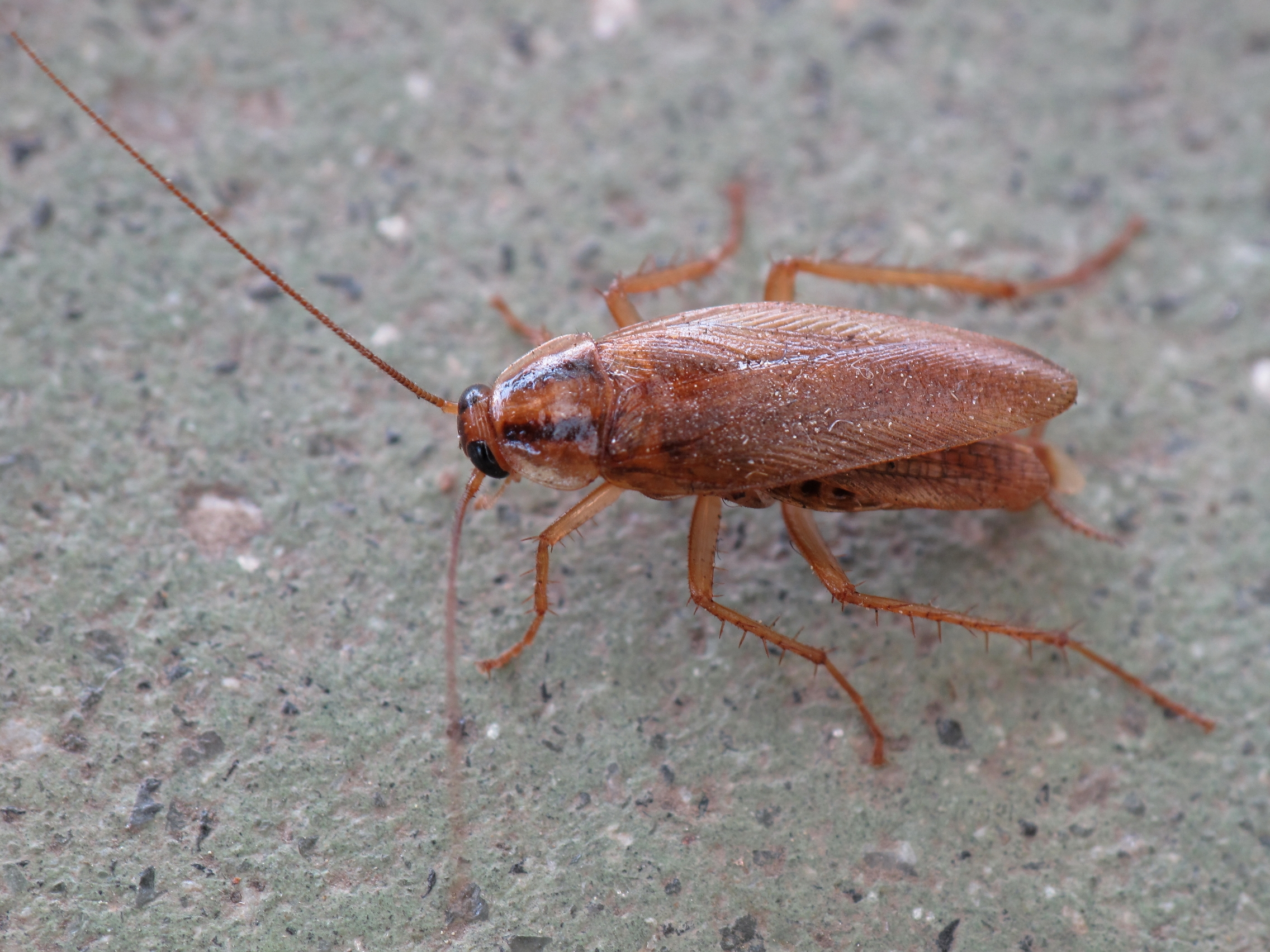
Blattela germanica est considérée comme l'une des espèces de blattes les plus nuisibles

Au total, moins de 1 % des espèces connues de blattes interagissent avec l'homme et peuvent être réellement considérées comme des indésirables. Seulement 4 ou 5 espèces sont considérées comme nuisibles à l'échelle mondiale. Par ordre d'importance, on retrouve la blatte germanique (Blattella germanica), la blatte orientale (Blatta orientalis), la blatte américaine (Periplaneta americana) et la blatte à bande brune (Supella longipalpa).
Blatta lateralis, Polyphaga sp., Rhyparobia maderae, Nauphoeta cinera, Pycnoscelus surinamensis, Blattela asahinai, Neostylopyga rhombifolia et Eurycotis floridana peuvent être considérées comme problématiques dans certaines régions.
En France, chaque année, entre 3% et 6% de la population doit faire face à une infestation de cafards. Un chiffre en constante progression depuis 2016 en raison notamment du réchauffement climatique.
Les espèces nuisibles qui se retrouvent dans les habitations se nourrissent des différents aliments disponibles. Les insectes peuvent devenir très nombreux et dégager une odeur nauséabonde. Ils peuvent également être porteurs de microbes et provoquer des allergies chez l'homme.
Ces insectes présentent des comportements grégaires et peuvent se retrouver en grand nombre. Les blattes sécrètent des phéromones par le rectum et il s'en retrouve dans les fèces. Ces substances odorantes incitent les individus d'une même espèce à se regrouper. Certaines phéromones ont un large spectre et ne sont donc pas spécifiques à une seule espèce. Lors d'une infestation, on peut facilement repérer les abris où leurs excréments sont abondants. L'abondance des excréments et des phéromones semble être très attractive pour les blattes.
Le comportement d'agrégation d'une colonie de blattes a pu être modifié grâce à l'intervention de robots miniaturisés qui ont été acceptés au sein de leur groupe, étant imbibés de phéromones.
Expérimentalement, on observe que les blattes se développent moins vite lorsqu'elles sont isolées. De plus, les cafards se nourrissent davantage en présence de phéromones. Chez les blattes, le concept de hiérarchie ou de spécialisation des tâches est inexistant.

#### Moyens de lutte
La clé d'une lutte efficace consiste à rendre l’environnement hostile aux cafards en éliminant les ressources qui leur sont nécessaires : l'eau, la nourriture et les abris:24. L'utilisation d'insecticides sans élimination des ressources n'a qu'un effet temporaire, car les cafards survivants auront plus de ressources et se reproduiront plus vite:23.
Les blattes ont une très forte capacité d'adaptation, et s'accoutument de génération en génération aux différents poisons proposés par l'humain pour ses repas. Certains pièges utilisent les phéromones de la femelle pour attirer les blattes mâles.
Les appâts contenant de l'hydraméthylnone ou du fipronil en gel (le fipronil est interdit en Europe pour un usage agricole ou phytosanitaire) et de la poudre d'acide borique sont toxiques pour les blattes. Les produits insecticides visant les œufs et les produits antiparasitaires contenant de la deltaméthrine ou pyréthrine sont très efficaces. L'huile essentielle de lavande serait un répulsif naturel pour les blattes. Un piège peu coûteux est de placer de la nourriture dans un vase dont l'intérieur est verni. Les cafards seront piégés à l'intérieur.
Le kieselguhr ou terre de diatomée, le dioxyde de silicium issu du broyage de diatomite (algues unicellulaires fossilisées), est utilisé comme insecticide contre les blattes.

#### Santé
Au total, moins de 1 % des espèces connues de blattes interagissent avec l'homme et peuvent être réellement considérées comme des indésirables. Seulement 4 ou 5 espèces sont considérées comme nuisibles à l'échelle mondiale et ces espèces peuvent être des vecteurs d'agents pathogènes infectieux.
Ils ne transmettent pas ces pathogènes de la même manière que font les insectes piqueurs. Chez les blattes, la texture de la cuticule est idéale pour la fixation des germes et on retrouve également la présence de ces pathogènes dans leur intestin. Ces insectes se promènent sur le sol, cherchant un accès à de la nourriture ou encore à de la chaleur. Lorsqu'ils entrent en contact avec des aliments, ces pathogènes sont déposés directement ou encore indirectement, par le contact avec les excréments de l'animal. La consommation de ces aliments infectés peut provoquer des gastroentérites, de la diarrhée et autres types d'infections intestinales.
Parmi ces pathogènes, on retrouve des bactéries, des virus, des champignons et des parasites. On retrouve plus de 30 espèces de bactéries dont certaines sont d'importances médicales comme Escherichia coli, Pseudomonas aeruginosa, Klebsiella pneumoniae et différentes espèces de Salmonella et de Staphylococcus. 
Dans les cerveaux et les tissus nerveux de cafards, on retrouve des molécules toxiques pour les bactéries Staphylococcus aureus et Escherichia coli. Cette découverte pourrait constituer une substitution aux traitements antibiotiques contre les bactéries résistantes.
Les blattes sont également la cause d'allergies, surtout en cas d'infestation. La réaction allergique peut se manifester sur la peau ou par des problèmes respiratoires. La réaction peut être sévère et nécessiter des soins médicaux.
Certains humains développent une phobie des blattes en raison du dégoût que ces insectes leur inspirent,.

##### Agents pathogènes retrouvés chez les espèces indésirables
| Groupe       | Agents pathogènes poliomyélite |
| ------------ | --- |
| Bactéries    | Escherichia coli, Mycobacterium leprae[réf. nécessaire], Klebsiella pneumoniae, Proteus vulgaris, Pseudomonas aeruginosa, Salmonella spp. (dont S. typhi et S. typhimurium), Serratia marcescens, Shigella spp., Staphylococcus spp.,Streptococcus spp. Enterococcus faecalis, Yersinia pestis. |
| Champignons  | Aspergillus fumigatus Herpomyces ectobiae |
| Protozoaires | Entamoeba histolytica |
| Helminthes   | Enterobius vermicularis, Trichuris trichiura, Ascaris lumbricoides, Ancylostoma duodenale, Necator americanus |

### Capacités rustiques
Les blattes sont très résistantes, y compris aux radiations. En effet, les blattes ont une résistance aux radiations beaucoup plus élevée que les vertébrés. La blatte germanique a une DL50 de 64 Gy alors que celle de l'humain est de 4,5 Gy. Leur dose létale peut être jusqu'à quinze fois plus élevée que celle de l'homme. Elles n'ont cependant pas le record chez les invertébrés, les mouches à fruit (Drosophilidae) étant capables de supporter une dose beaucoup plus importante. Et les blattes sont incapables de survivre à une explosion nucléaire, contrairement à une légende urbaine tenace.
Les blattes sont capables de rester actives pendant plus d'un mois sans nourriture et elles sont capables de survivre avec des ressources limitées, comme en s'alimentant de la colle à l'arrière des timbres-poste. Certaines peuvent être immergées sous l'eau pendant plus de 30 minutes et survivre.
Des expérimentations sur des blattes décapitées ont permis de démontrer qu'elles sont encore capables de réaliser une variété de comportements. Elles peuvent éviter les chocs ou encore prendre la fuite en cas de danger. Ces comportements se retrouvent également chez de nombreux invertébrés décapités. Le système nerveux central des insectes est constitué d'une double chaîne ventrale de ganglions métamériques situés sur le long du corps. Les ganglions les plus massifs sont intégrés pour former le cerveau situé dans la cavité de l'exosquelette de la tête. La tête seule peut survivre pendant plusieurs heures. Le corps est également capable de survivre mais sa longévité ne semble pas être documentée,.

## Ennemis naturels
Il existe des araignées dont l'aliment principal est le cafard. C'est le cas de l'Heteropoda venatoria.

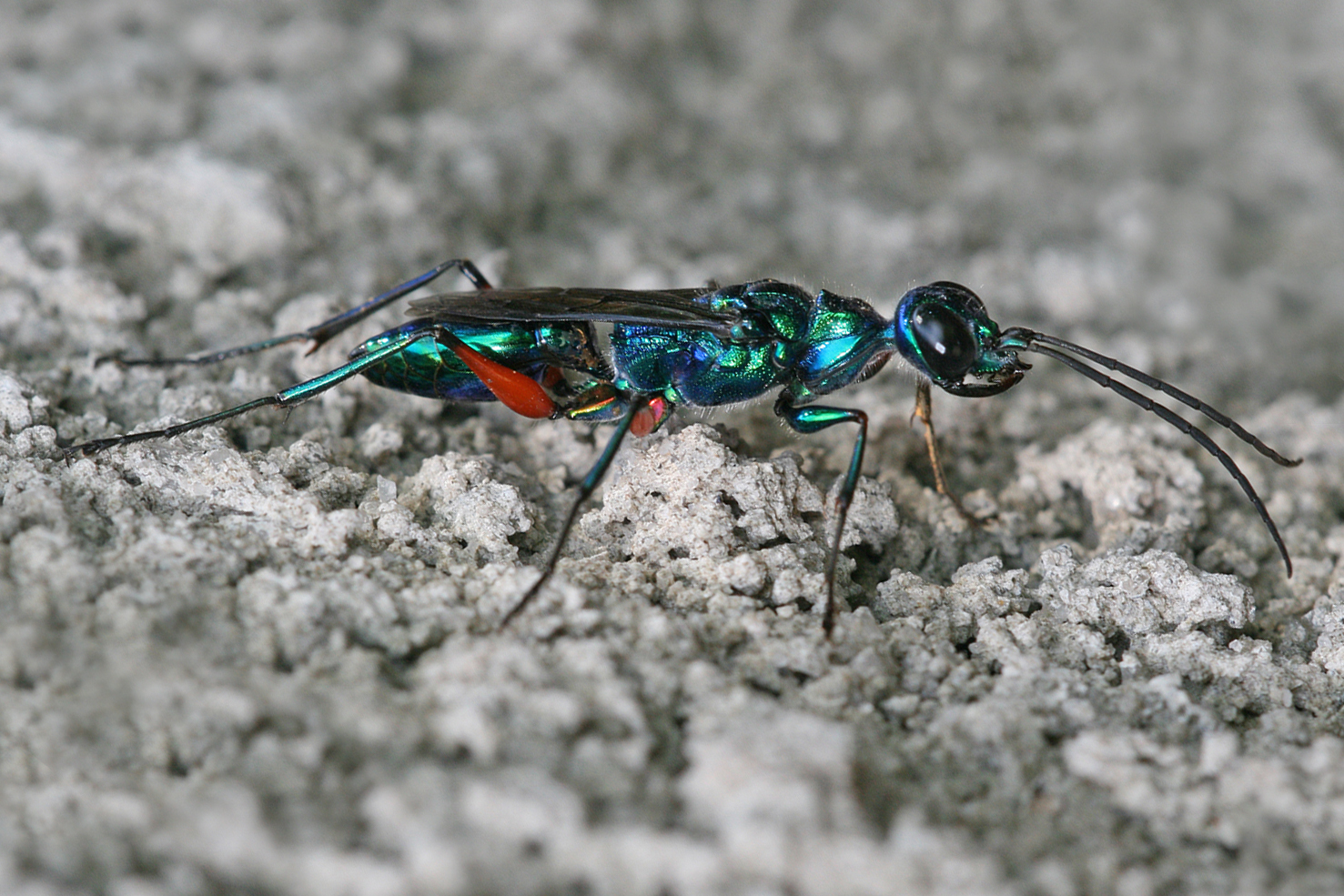
Ampulex compressa est une guêpe parasitoïde qui pond ses œufs sur les blattes.

Parmi les nombreux parasites et prédateurs de cafards, quelques-uns se sont révélés être très efficaces pour lutter contre les espèces indésirables. Certaines espèces de guêpes de la famille des Evaniidae attaquent les oothèques. Elles pondent leurs œufs à l'intérieur de celles-ci et leurs larves dévoreront les nymphes des blattes en développement.
D'autres, comme les guêpes de la famille des Ampulicidae sont des parasitoïdes des adultes et des nymphes. Ces hyménoptères piquent la blatte directement dans un ganglion nerveux situé dans le thorax. Cette piqûre paralyse la blatte pendant près de 5 minutes, le temps nécessaire pour lui infliger une deuxième piqûre. La seconde est située dans une région du cerveau qui régit le réflexe de fuite. Lorsque la victime reprend ses sens, elle ne tente pas de fuir. Ensuite, la guêpe saisit la blatte par ses antennes et l'apporte à son terrier. Elle pondra un œuf sur la blatte et bouchera l'entrée de la galerie. La blatte se fera dévorer vivante par la larve de la guêpe.
Dans les habitations, les scutigères et les babouks sont d'excellents agents de contrôle. Les adultes et les nymphes sont également des prises pour plusieurs espèces d'animaux insectivores.

## Les blattes et les cafards dans la culture

### Usage médical
L'écrivain et scientifique romain Pline l'Ancien rapporte dans son Histoire naturelle l'usage des blattes dans plusieurs remèdes. Il décrit ces insectes comme répugnants et recherchant l'obscurité[réf. nécessaire].

### Élevage
Plusieurs espèces de blattes, dont Blaptica dubia, font l'objet d'élevages afin de servir de nourriture à des animaux domestiques insectivores.
Une association consacrée à l'élevage de blattes, le Blattodea Culture Group (BCG), était active dans les années 1990. Un de ses membres a publié le premier (et, semble-t-il, le seul) livre sur le sujet.

### Expressions courantes

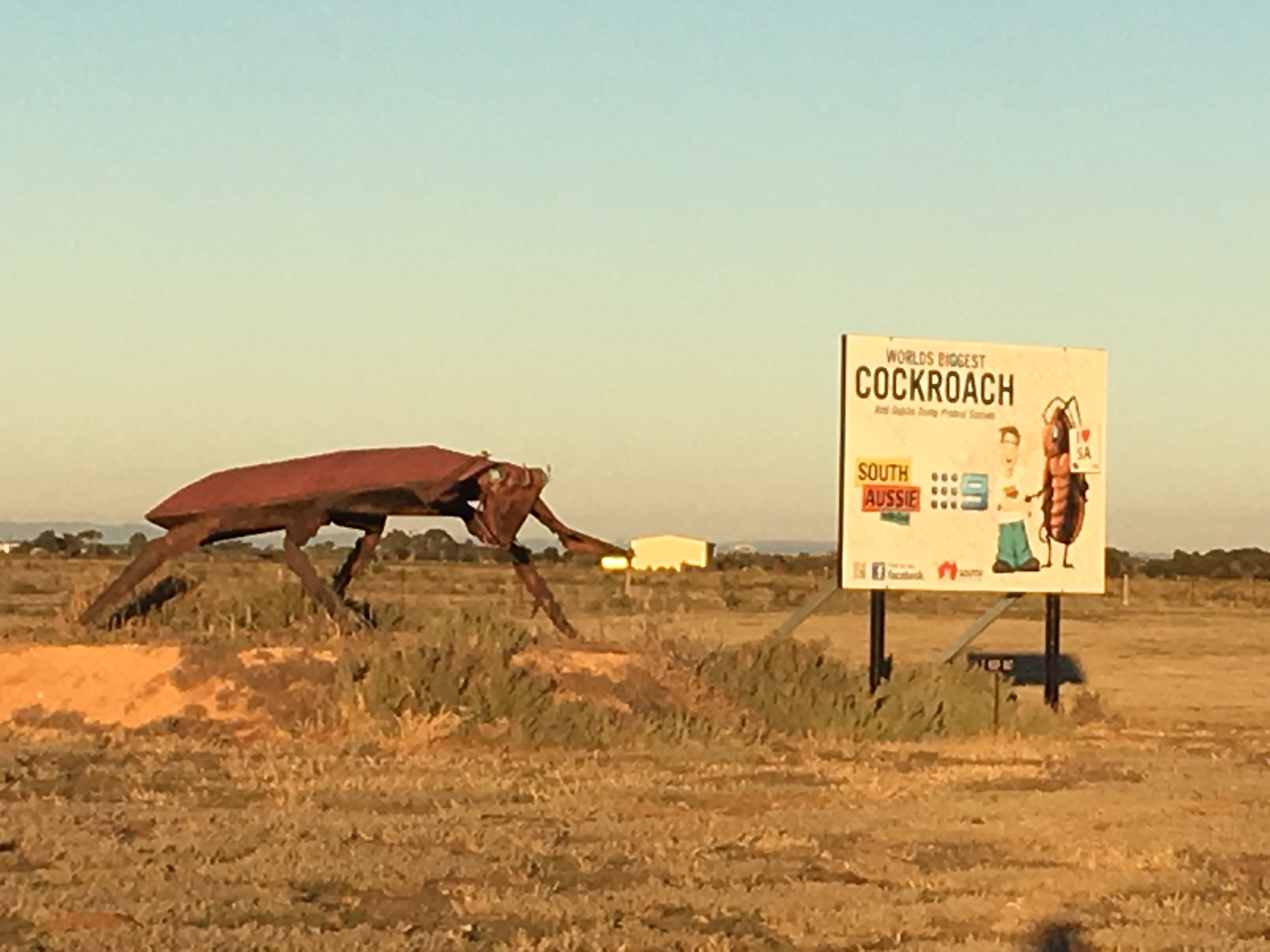
Sculpture géante d'un cafard dans le sud de l'Australie en 2017.

De même que le terme de cafard représente, dans la culture populaire, à la fois un état d'esprit ténébreux (cf. l'expression: avoir le cafard) et une insulte (cf. mouchard, cafteur), le terme blatte est également synonyme de comportement humain peu flatteur. Les blattes, dès lors, décrivent des individus jugés parasitaires, en surnombre, sans éducation, veules et profiteurs.

### Représentations dans les arts

#### Littérature
L'écrivain pragois Franz Kafka décrit dans sa nouvelle fantastique La Métamorphose, parue en 1915, la transformation d'un homme en un « monstrueux insecte ». Le type d'insecte dont il s'agit n'est pas précisé, mais la description peut rappeler celle d'un cafard.
The Revolt of the Cockroach People, roman de science-fiction de l'écrivain américain Oscar Zeta Acosta paru en 1973, met en scène la révolte d'un peuple de cafards pour aborder indirectement l'oppression des minorités dans la société américaine des années 1970, notamment la minorité mexicaine.
Terra Formars, manga japonais écrit par Yū Sasuga et dessiné par Kenichi Tachibana, décrit un futur proche où les humains expédient des cafards sur Mars dans le but de terraformer la planète. Des années plus tard, un groupe d'humains envoyé pour coloniser Mars découvre que les cafards se sont adaptés à la planète. Devenus de véritables monstres surhumains, ceux-ci déciment alors tous les humains envoyés en mission.

#### Musique
La chanson traditionnelle espagnole La Cucaracha a pour personnage principal une blatte.
Le nom du groupe de metal alternatif américain Papa Roach signifie papa cafard en anglais, plusieurs visuels du groupe représentent des blattes, notamment les pochettes des albums Infest et 20/20.

#### Cinéma et télévision
Oggy et les Cafards, série télévisée d'animation française créée par Jean-Yves Raimbaud en 1998, met en scène les affrontements comiques entre le chat bleu Oggy et trois cafards, Joey, Dee-Dee et Marky. La série a été adaptée en un long-métrage d'animation réalisé par Olivier Jean-Marie en 2013.
Dans WALL-E, long-métrage d'animation des studios Pixar réalisé par Andrew Stanton en 2008, un robot vit sur une Terre abandonnée par les humains et couverte d'ordures, et il est accompagné par une blatte apprivoisée.
Le film Bienvenue chez Joe, également connu sous son titre américain Joe's Apartment, sorti en 1996 et tiré du court métrage du même nom, met en scène l'histoire de Joe, un jeune homme naïf, qui arrive de l'Iowa pour s'installer dans la ville de New York. Par un concours de circonstances, il s'installe dans un appartement insalubre qui se révèle être habité par une colonie de cafards doués de parole avec qui il se liera d'amitié.
Le dernier segment de la comédie horrifique Creepshow intitulé Ça grouille de partout (They're Creeping Up On You) met en scène un PDG maniaque se retrouvant envahi de cafards dans son appartement immaculé.

#### Jeu vidéo
Dans le jeu Cockroach simulator, les joueurs incarnent au choix des cafards devant se nourrir et pondre dans une cuisine, ou un humain devant les exterminer.
Dans World of Warcraft il est possible d'avoir une blatte nommée Cafard de Fossoyeuse en tant que mascotte.
Il est possible de combattre des cafards mutants dans les jeux Fallout.
Dans la franchise de jeux Pokémon, le pokémon № 795 est une blatte : l'« ultra-chimère » Cancrelove (en anglais Pheromosa).
Dans le troisième épisode du jeu vidéo Sly 2, le héros principal Sly, doit, dans une mission amener une blatte dans le bureau de l'antagoniste de ce monde (Rajan) afin que les ailes de la blatte « émettent » des ondes sonores et ainsi que le clan de Sly puisse écouter les conversations de Rajan.